# Diethelm Brüggemann
Diethelm Brüggemann (* 1. Februar 1934; † 16. Juni 2015) war ein deutscher Germanist.

## Leben
Nach dem Studium der Germanistik in Freiburg promovierte er 1967 bei Ludwig Erich Schmitt in Marburg, im selben Jahr wurde er auf die germanistische Professur an der National University of Ireland in Dublin berufen, später (1984–1988) in gleicher Funktion an die Witwatersrand-Universität Johannesburg. Brüggemann hat sich in seinen Publikationen zunehmend mit Fragen der hermetischen und der alchemistischen Tradition bei Johann Wolfgang von Goethe und Heinrich von Kleist befasst.
Brüggemann hatte vier Kinder, darunter die Schauspielerin Anna Brüggemann und den Filmemacher Dietrich Brüggemann. 

## Schriften (Auswahl)
- Drei Mystifikationen Heinrich von Kleists. Lang, New York / Bern / Frankfurt am Main 1985 (= Germanic Studies in America. Band 51).
- Makarie und Mercurius. Goethes Wilhelm Meisters Wanderjahre als hermetischer Roman, Berlin 1999, ISBN 3906763447
- Alchemie ohne Labor. Aufschlüsselung des Kryptogramms in Rembrandts Radierung "Sogenannter Faust", In: Jahrbuch der Berliner Museen 43 (2001).
- Kleist. Die Magie. Königshausen & Neumann 2004, ISBN 3826028104
- Vom Herzen direkt in die Feder. Die Deutschen in ihren Briefstellern, DTV 1982, ISBN 3423005033
- Die sächsische Komödie. Studien zum Sprachstil, Böhlau-Verlag 1997, ISBN 3412580708
- Die Scherbenkrone. Roman. Alpheus-Verlag, Berlin 2015, ISBN 978-3-945385-06-7